# Meg Taylor
Pour les articles homonymes, voir Taylor.
Pour la patineuse artistique britannique du même nom, voir Megan Taylor.
Meg Taylor est une diplomate, avocate et ancienne athlète amateur papou-néo-guinéenne. Elle est secrétaire générale du Forum des îles du Pacifique de 2014 à 2021.

## Biographie
Elle est la fille de Jim Taylor, explorateur australien qui, dans les années 1930, avait été l'un des premiers blancs à pénétrer les Hautes-Terres de Nouvelle-Guinée, et de Yerima Taylor, femme autochtone de Nouvelle-Guinée. En 1989, elle retracera les pas de son père pour un film documentaire, My Father, My Country,.
Elle participe aux Jeux du Pacifique Sud de 1971 à Papeete, représentant la Papouasie-Nouvelle-Guinée dans cinq épreuves d'athlétisme, dont le pentathlon. Elle remporte la médaille d'argent au pentathlon avec 3 386 points, seulement trois points derrière la Fidjienne Miriama Kadavu Tuisorisori, et la médaille de bronze en équipe au relai 4x100 mètres, en 50,4 secondes (avec Salitia Pipit, Gaet Nim et Nancy Kennedy). Les Jeux de 1971 sont les seuls auxquels elle participe.
Titulaire d'une licence de droit de l'université de Melbourne, puis d'un maîtrise de l'université Harvard, elle exerce le métier d'avocate en Papouasie-Nouvelle-Guinée. Elle est par ailleurs cofondatrice de Conservation Melanesia, association écologiste. Conseillère du Premier ministre Michael Somare, en 1989 elle est nommée ambassadrice de Papouasie-Nouvelle-Guinée aux États-Unis, accréditée également auprès du Canada et du Mexique. Elle exerce cette fonction jusqu'en 1994. De 1999 à 2014, elle est vice-présidente du Groupe de la Banque mondiale,,. En 2002, elle est faite dame commandeur de l'ordre de l'Empire britannique par la reine de Papouasie-Nouvelle-Guinée, Élisabeth II. En juillet 2014, elle est nommée secrétaire générale du Forum des îles du Pacifique, devenant la première femme à exercer ce poste.

## Titulature
Dame Meg Taylor DBE